# Die Tierwelt ruft
Die Tierwelt ruft (Originaltitel: The Animal World) ist ein US-amerikanischer Dokumentarfilm aus dem Jahr 1956. Irwin Allen produzierte den Film, führte Regie und verfasste auch das Drehbuch.

## Inhalt
In der Dokumentation wird die Entwicklung des tierischen Lebens auf der Erde von ihren frühen Anfängen in der Urzeit bis in die Gegenwart erzählt. Dabei bekommt der Zuschauer neben vielen Tieraufnahmen aus allen Teilen der Welt auch eine kurze Szene aus der Urzeit mit kämpfenden Dinosauriern zu sehen.

## Hintergrund
Nachdem Irwin Allen 1953 mit der Dokumentation The Sea Around Us großen Erfolg hatte und für diese Arbeit den Oscar für den besten Dokumentarfilm gewonnen hatte, folgte mit Die Tierwelt ruft drei Jahre später sein zweiter abendfüllender Dokumentarfilm. Der Film wurde am 30. Mai 1956 in New York City uraufgeführt. In Deutschland kam er am 6. August 1957 in die Kinos, in Österreich im Oktober 1957.
Am Anfang von Die Tierwelt ruft ist eine Szene zu sehen, die in der Urzeit spielt und miteinander kämpfende Dinosaurier zeigt. Die Saurier in dieser etwa zehnminütigen Szene wurden mit Hilfe der Stop-Motion-Technik von Willis O’Brien und Ray Harryhausen realisiert. Die Saurierszenen wurden in dem 1969 entstandenen Science-Fiction-Film Das Ungeheuer wiederverwendet.

## Kritik
In einer zeitgenössischen Rezension in The New York Times nannte Bosley Crowther den Film „ziemlich fesselnd und manchmal lebhaft bildhaft“. Irwin Allen unternehme zwar keinen Versuch „wissenschaftliche Daten zu erforschen oder den genauen Verlauf der Geschichte der Lebewesen zu verfolgen. Aber dieses in brillantem Technicolor gefilmte Kompendium stellt eine informative, gelegentlich verblüffende und oft humorvolle Illustration der Höhepunkte eines überwältigend großen Themas dar. [...] Der Mensch wird übrigens in seiner Beziehung zu den anderen Vertretern des Tierreichs vergleichsweise kurz, würdevoll, aber eher uninspiriert behandelt.“
Der Filmdienst urteilte: „Ein gemessen an seiner Entstehungszeit ideenreicher Film mit allzu dürftig geratenen Trick-Rekonstruktionen der miteinander kämpfenden Dinosaurier.“